# Flavor Flav
William Jonathan Drayton (Long Island, New York, 16 maart 1959), beter bekend onder zijn artiestennaam Flavor Flav, is een Amerikaanse muzikant en televisiepersoonlijkheid, die bekendheid verwierf als lid van de hiphopgroep Public Enemy. Hij is ook bekend van het populariseren van de rol van de hypeman en van het schreeuwen van "Yeah boy!" en "Flavor Flav!" tijdens optredens.
Nadat hij al enkele jaren uit de publieke belangstelling was verdwenen, verscheen hij in verschillende VH1-realityseries, waaronder The Surreal Life, Strange Love en Flavor of Love.